# برخاسته از گور (رمان)
برخاسته از گور نوشته ژوزه ساراماگو نویسندهٔ پرتغالی و با ترجمه کیومرث پارسای به فارسی انتشار یافته است.

## خلاصه رمان
درباره‌ی انقلاب کمونیستی پرتغال است و در آن، سرگذشت یک خانواده‌ی دهقانی بازگو می‌شود که به همراه خانواده‌های دهقانی دیگر، درگیر خشونت‌های اربابی هستند که با پلیس هم‌دست است. آن‌ها که زیر فشار این خشونت‌ها و مالیات‌های سنگین تحت فشار هستند، بارها دست به شورش زده، اما هر بار با شکست مواجه می‌شوند. تا این که، در تظاهرات اول ماه می ـ روز جهانی کارگر ـ به پیروزی دست می‌یابند و به گفته‌ی نویسنده، غیر از آن‌ها افراد دیگری نیز در این تظاهرات شرکت جسته بودند، گویی آن‌ها کسانی بودند که از گور برخاسته بودند.